# 中正曆
《中正曆》，《新五代史》作《齐政曆》，是中国古代曆法，南唐陈承勋編纂，屬於陰陽曆。
南唐烈祖升元四年（940年）三月到四月颁布施行。之前南唐使用唐朝的《崇玄曆》，《中正曆》内容不详，周世宗显德五年（958年）以后，南唐奉后周、北宋年号，但历法仍旧使用《中正曆》，直至宋太祖建隆三年（962年）十一月宋朝正式向南唐颁历后，才改用《欽天曆》。